# Moreton-on-Lugg
Moreton-on-Lugg egy falu Herefordshire grófságban (Anglia) Hereford és Leominster között. Az A49-es út mentén fekszik és érinti a walesi határvidék vasútvonal is.

## Látnivalók
- Freens Court – a Lugg folyó partján fekvő középkori várkastélyról azt feltételezik, hogy Offa, szász király palotája volt.